# John Mutorwa

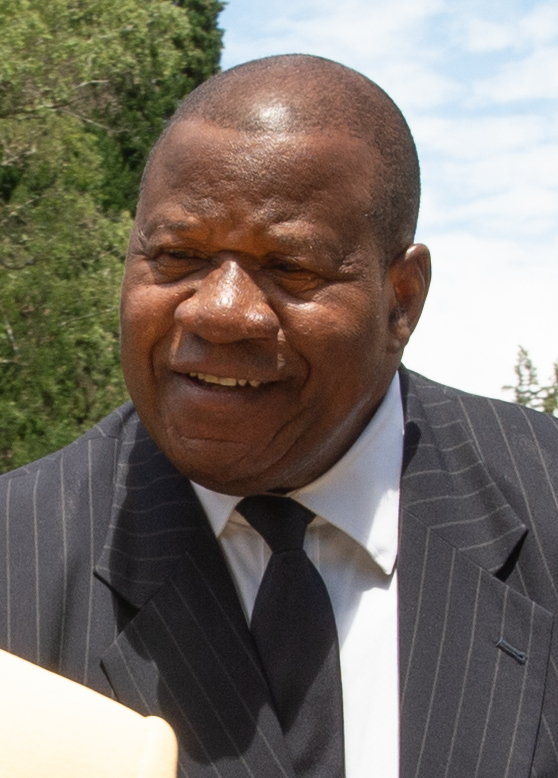
Mutorwa (2024)

Johannes „John“ Mutorwa (* 17. August 1957 in Nyangana, Südwestafrika) ist ein namibischer ehemaliger Politiker der SWAPO. 
Mutorwa war von 2018 bis zum 21. März 2025 Minister für Öffentliche Arbeiten und Verkehr. Seit dem 9. Februar 2024 bis ebenfalls zum 21. März 2025 war Mutorwa zudem Vizepremierminister.

## Leben
Mutorwa, der 1978 der South-West Africa People’s Organisation (SWAPO) als Mitglied beigetreten war, absolvierte nach dem Schulbesuch ein Lehramtsstudium an der Universität von Fort Hare in Südafrika, das er 1984 mit einem Bachelor of Arts (B.A.) und einem Lehrerdiplom abschloss. Danach war er kurzzeitig zwischen 1985 und 1986 als Lehrer an der Sekundarschule in Rundu tätig sowie von 1987 bis 1989 Rektor der Linus Shashipapo Secondary School, der ältesten Schule der damaligen Region Kavango. 1990 fungierte er kurzzeitig Rektor der dortigen Maria Mwengere Secondary School sowie danach von 1990 bis 1992 als Regionalkommissar für die Schulen in der Region Kavango, Omega und Tsumkwe.
Von 1990 bis 1992 war er Verwalter der Region Kavango. 1992 wurde Mutorwa als Kandidat der SWAPO erstmals zum Mitglied des Parlaments gewählt, dem er seither angehört. Unmittelbar darauf wurde er 1992 zuerst stellvertretender Minister für Wasserangelegenheiten sowie im Anschluss von 1993 bis 1994 stellvertretender Minister für Jugend und Sport, ehe er von 1994 bis 1995 stellvertretender Minister für Fischerei und Meeresressourcen war. Während dieser Zeit absolvierte er ein Geschichtsstudium an der 1992 gegründeten Universität von Namibia (UNAM), das er 1995 ebenfalls mit einem Bachelor of Arts (B.A. History) abschloss. 1995 löste er überraschenderweise Nahas Angula als Minister für Grundbildung im zweiten Kabinett von Staatspräsident Sam Nujoma ab und bekleidete dieses Ministeramt zehn Jahre lang bis 2005 auch im dritten Kabinett Nujoma. 1997 wurde er Mitglied des Zentralkomitees (ZK) der SWAPO und gehört diesem seither an. Darüber hinaus absolvierte er ein Studium im Fach Interdisziplinäre Bildung an der Montana State University – Bozeman, das er 2002 mit einem Master (Masters in Inter-Disciplinary Studies (MIS) in Education) beendete.
Am 21. März 2005 übernahm Mutorwa im ersten Kabinett von Staatspräsident Hifikepunye Pohamba zunächst das Amt als Minister für Jugend, Nationaldienste, Sport und Kultur. Im Rahmen einer Kabinettsumbildung löste er im Anschluss 2008 Nickey Iyambo als Minister für Landwirtschaft, Wasser und Waldwirtschaft ab. Diesen Posten bekleidete er seither auch im zweiten Kabinett Pohamba sowie von 2015 bis 2018 im Kabinett von Staatspräsident Hage Geingob.